# Conjunto Histórico (Culla)
El Conjunto Histórico de Culla, en la comarca del Alto Maestrazgo, en la provincia de Castellón, está constituido por el casco antiguo de Culla, el cual ofrece un recorrido con distintos edificios rehabilitados cargados de historia, calles y callejuelas, plazas y plazoletas llenas de tradición, que fueron catalogados como un Bien de Interés Cultural, presentando anotación ministerial número: R-I-53-0000593, y fecha de anotación veintiuno de mayo de 2004.

## Historia
Culla es una población de remotos orígenes que llegan a épocas prehistóricas, lo cual queda patente en los restos arqueológicos y en las pinturas rupestres que se localizan en su demarcación.
Hasta el siglo XIII, con la conquista de los territorios por las tropas del rey Jaime I de Aragón, Culla estuvo bajo el dominio árabe. En 1233 fue reconquistada por Blasco de Alagón, recibiendo la Carta Puebla en 1244.
Es este momento histórico, Culla tenía un importante castillo, el conocido como Castillo de Culla, debido a su estratégica situación geográfica y al amplio territorio que dominaba.
Como ocurriera con territorios y edificios de otras localidades cercanas, con el tiempo Culla acabó perteneciendo a la Orden del Temple, alrededor de 1303, pasando más tarde, al entrar en crisis la mencionada orden militar a la Orden de Montesa
En 1345 se produce el nacimiento de lo que se llamó La Setena de Culla o “Comunitat d’Herbatge” constituida por: Culla, Atzeneta, Vistabella del Maestrazgo, Benassal, Torre de Embesora, Benafigos y Vilar de Canes. Se trataba de una agrupación de municipios que llevó a cabo la compra de los derechos de explotación de los recursos pecuarios y forestales a la Orden de Montesa, que se estaba quedando con todas las posesiones de la Orden del temple, las cuales afectaban a todos los municipios de la Comunidad; con ello pretendían defender con más fuerza sus intereses ganaderos comunes, frente a los de la Orden de Montesa. Esta agrupación siguió en funcionamiento hasta mediados del siglo XIX. No puede perderse de vista que la principal actividad económica de la zona en esta época era la agricultura de secano (almendro, olivo, avellano, vid y cereales), y la ganadería, especialmente la extensiva (ovino, caprino, bovino) y, en mucha menor importancia, la ganadería intensiva sobre todo de porcino, avícola y apícola.
Durante el siglo XVIII, el castillo de Culla perdió poder político y asdministrativo.
Este fenómeno coincidió con las remodelaciones urbanísticas que se llevaron a cabo durante este siglo en Culla, como fueron la construcción de la iglesia, conocida como Iglesia Parroquial del Salvador; la Ermita de San Cristóbal; así como obras de mejora y ampliación del núcleo urbano en general.
Durante las Guerras Carlistas, Culla fue un lugar constante enfrentamiento lo que produjo deterioro en parte de su casco antiguo, destacando entre las pérdidas el castillo, el cual quedó totalmente destrozado, quedando tal y como se contempla en la actualidad.

## Descripción
El conjunto histórico de Culla ofrece, entre otros monumentos, las ruinas del antiguo castillo árabe del siglo XIII; el antiguo Granero del Comendador, conocido La Prisión al haber sido utilizado como tal durante las guerras carlistas; el Antiguo Hospital, datado del siglo XVII, que tiene su origen en la obra social fundada por Domingo Serrana en el siglo XIV, restaurado en 1993; la iglesia de El Salvador, consagrada en 1712, construyéndose posteriormente el campanario, de su interior destaca un retablo, renacentista de San Roque, con pinturas del siglo XVI, así como una escultura gótica, del siglo XV, del Salvador, patrón de Culla; todos ellos catalogados individualmente como Bien de Relevancia Local, si exceptuamos el castillo, el cual, como todos, está catalogado, por declaración genérica, como Bien de Interés Cultural.El conjunto además ofrece las calles empedradas, de trazados irregulares y pequeño tamaño; el arco de la Porta Nova, que fue reconstruido en el siglo XVII; u otros elementos singulares como la lápida medieval de la calle de la Fuente.
La fábrica de las casas del casco antiguo es de mampostería y revoque ligero, pese a que se siguen empleando los sillares como refuerzo de esquinas, o encuadre de las ventanas de la fachada principal. Para tejado, se utiliza tejados inclinados con teja moruna. Los balcones presentan en su cara inferior cerámica. Las puertas principales suelen ser de piedra en forma de arco de medio punto, algunas están adinteladas, presentando en este último caso, inscripciones en los dinteles.
Las casas más modernas, las datadas en el siglo XIX, presentan dos alturas con balcones y azoteas.

## Galería de imágenes

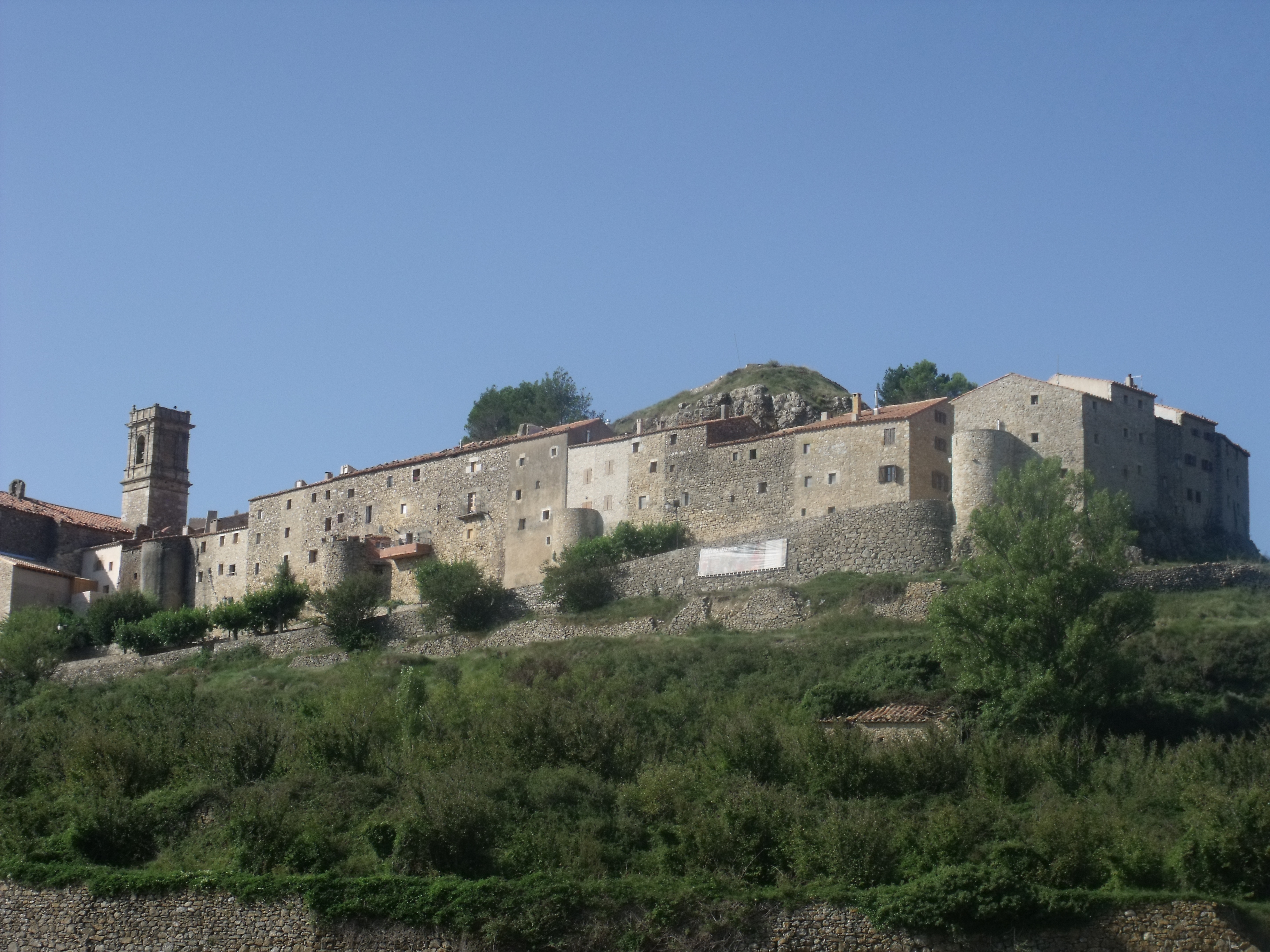
Vsita de Culla desde la ermita de San Roque.
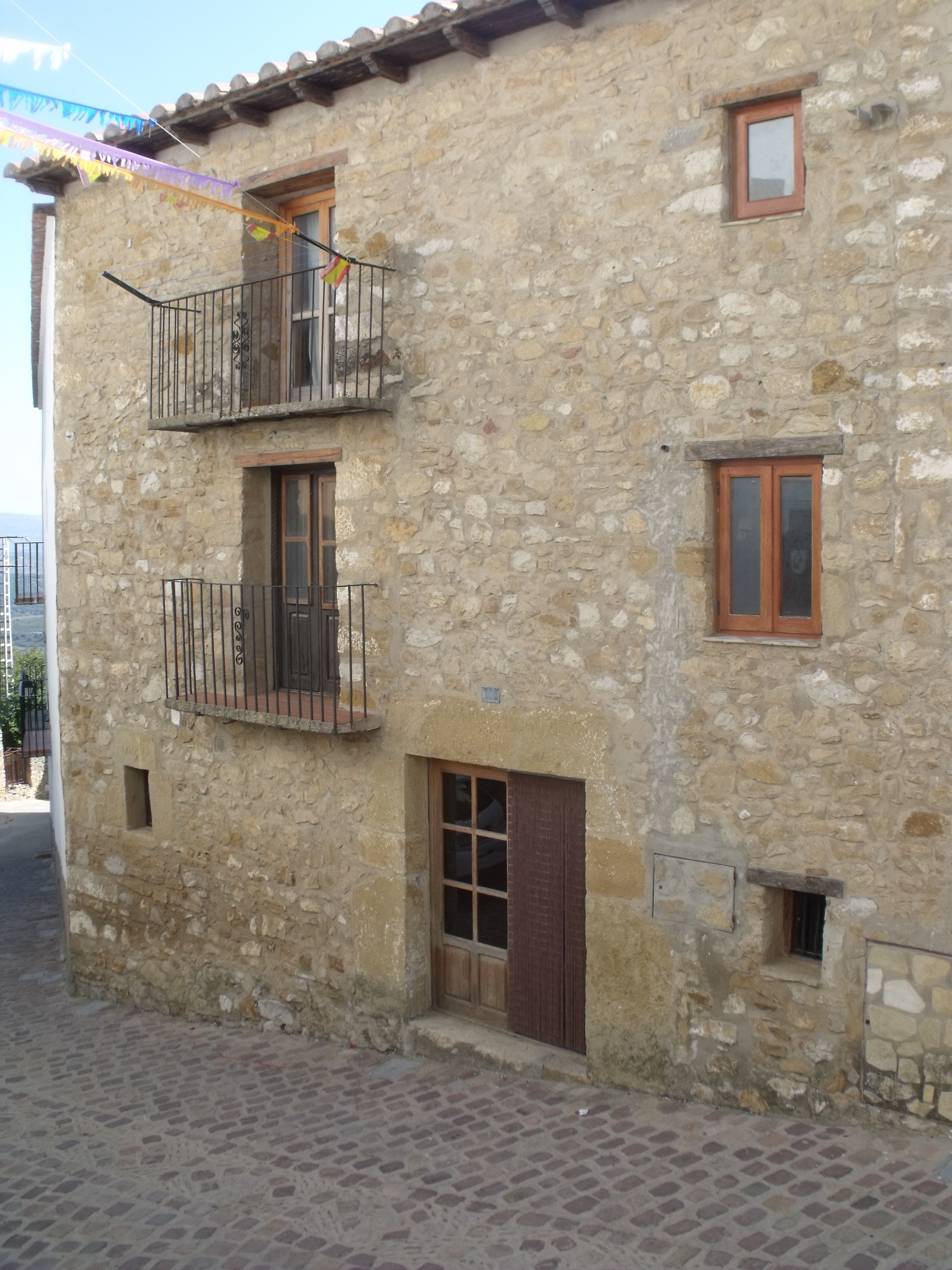
Casa de Culla.
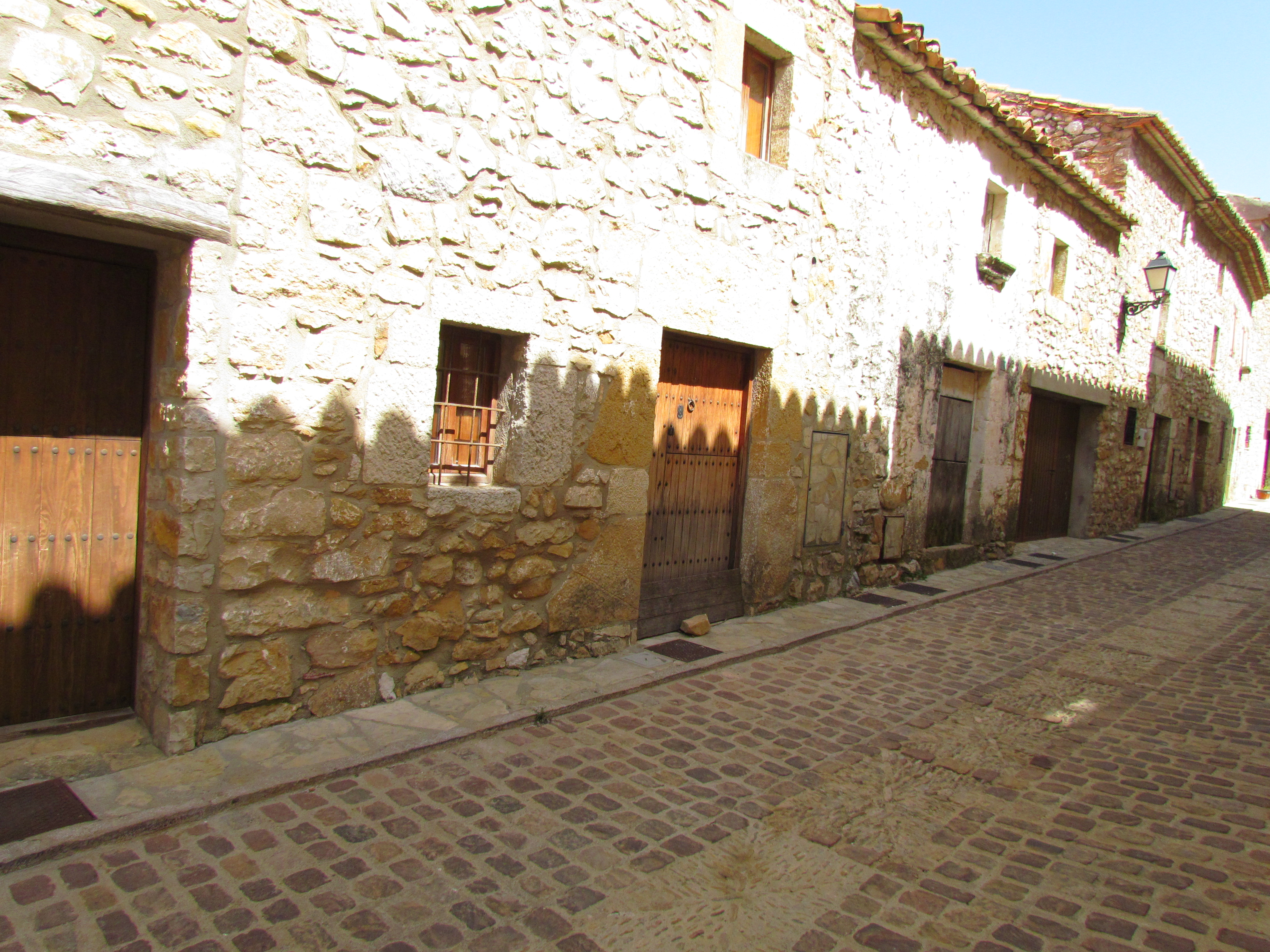
Calle Pla de Culla
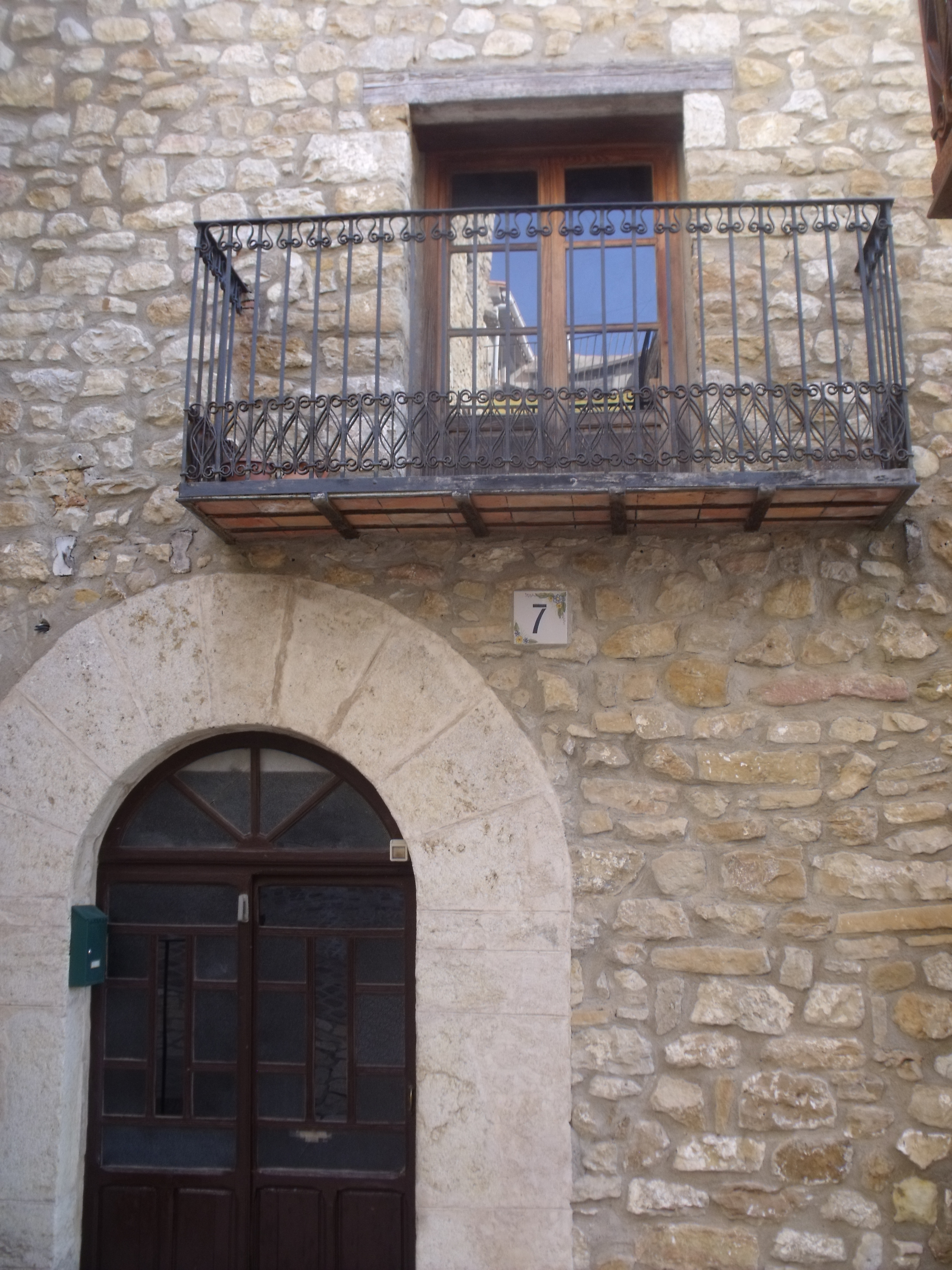
Fachada con arco de medio punto.
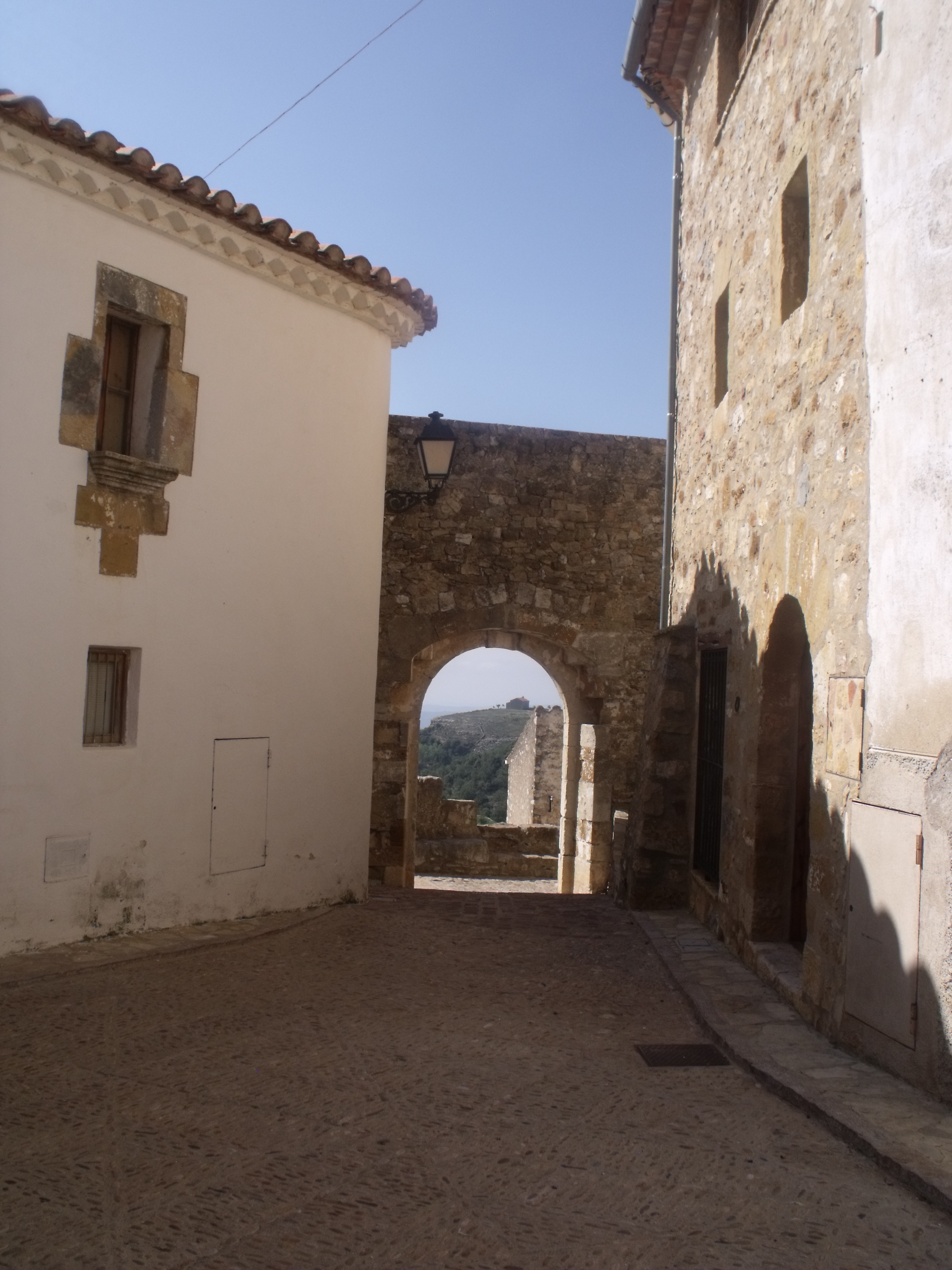
Arco salida de la zona amurallada de Culla.